# 约翰·哈钦森
约翰·哈钦森（John Hutchinson，1825年—1865年3月14日），英国化学家及实业家，1847年在英格兰兰开夏郡威德尼斯建立了当地的第一家化工厂。在这家工厂中，他通过勒布朗制碱法制造碱。1859年他在附近开设了第二家碱厂。